# Gnetum
Gnetum (Gnetum) är det enda släktet i familjen gnetumväxter som i sin tur är den enda familjen i ordningen Gnetales. De finns i tropiska trakter som till exempel Afrika. Gnetum är vedartade växter; träd, buskar och kraftiga lianer. Bladen är motsatta, breda och helbräddade. Gnetum har inte blommor i strikt mening men blomlika strukturer. Han- och honorgan sitter på skilda ställningar. Gnetum gnemon odlas för sina ätliga frön.
Gnetophyta (där också Ephedra och Welwitchia ingår) utgör en separat gren i kärlväxternas evolution och tillhör varken gymnospermer eller angiospermer. De har ett avancerat kärlsystem till skillnad från barrträd. Nucellus (fröämnet) har omgivande dubbla integument som är utdraget till ett rör (mikropyl) på vilkens spets pollenkornen landar vid pollineringen. De har frön men inte någon äkta frukt.

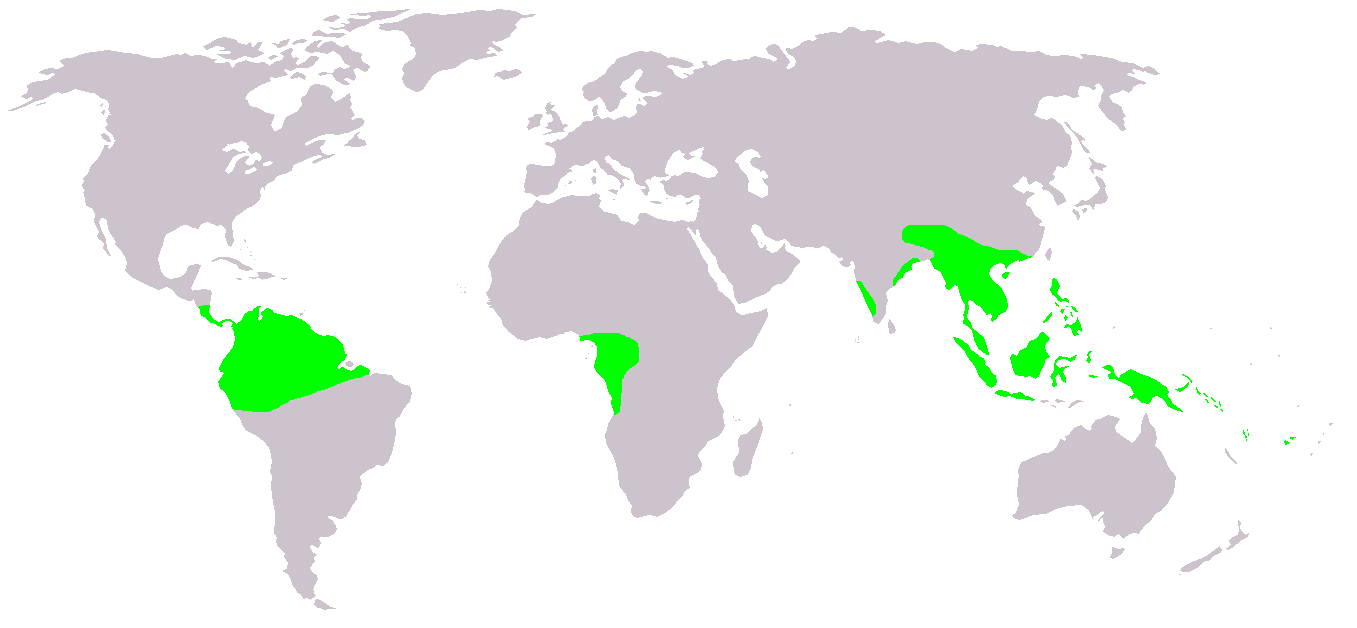
Utbredningen hos Gnetum

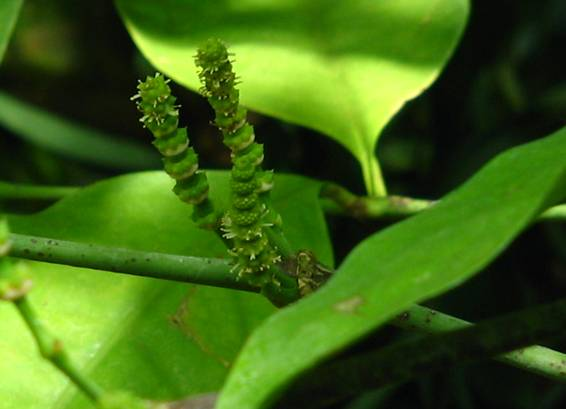
Hanorgan hos Gnetum gnemon

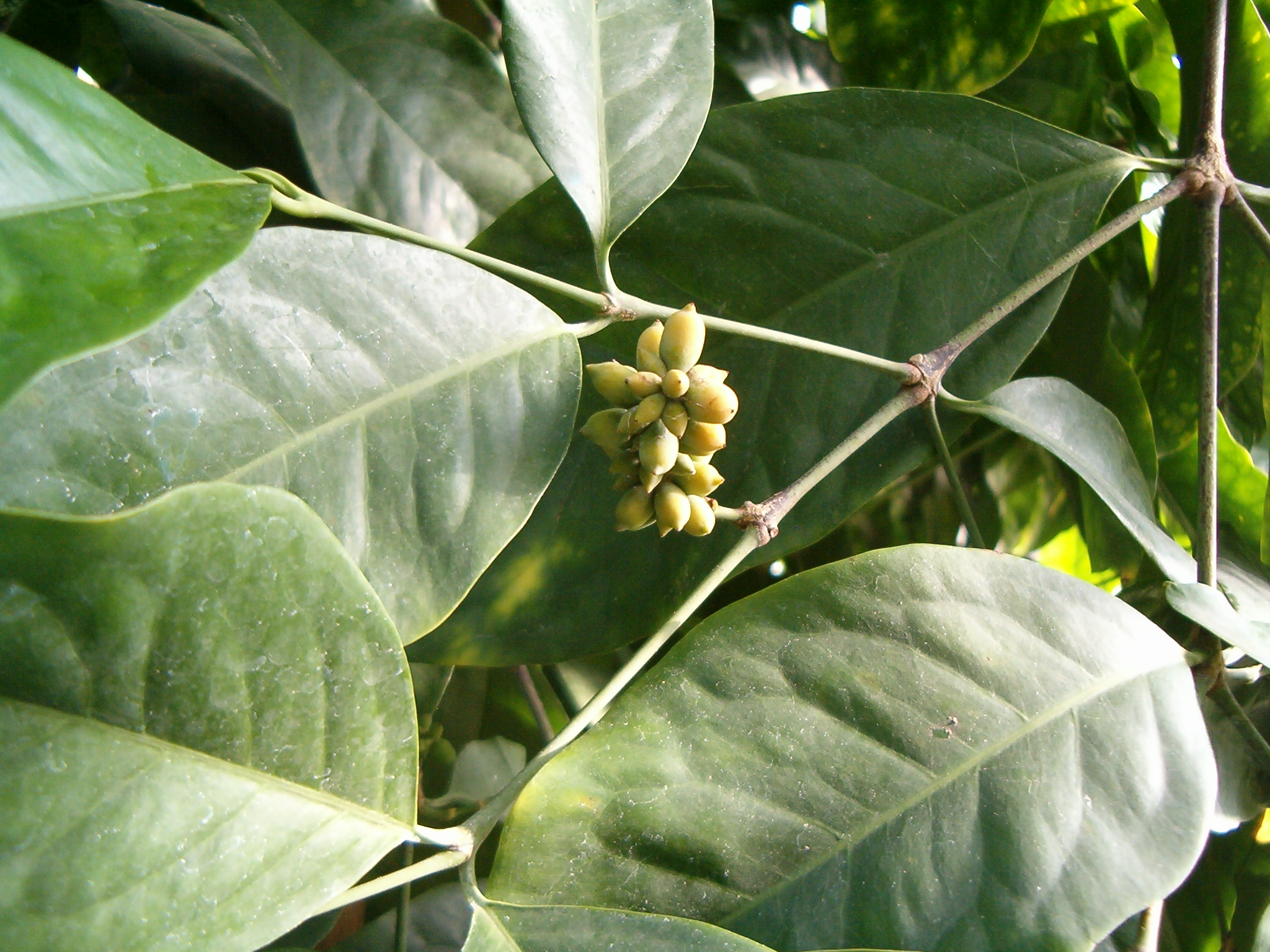
Honorgan hos Gnetum gnemon

## Arter
- Gnetum gnemon
- Gnetum africanum
- Gnetum buchholzianum
- Gnetum amazonicum
- Gnetum camporum
- Gnetum leyboldii
- Gnetum nodiflorum
- Gnetum paniculatum
- Gnetum schwackeanum
- Gnetum urens
- Gnetum venosum
- Gnetum arboreum
- Gnetum catasphaericum
- Gnetum contractum
- Gnetum costatum
- Gnetum cuspidatum
- Gnetum diminutum
- Gnetum giganteum
- Gnetum gnemonoides
- Gnetum gracilipes
- Gnetum hainanense
- Gnetum klossii
- Gnetum latifolium
- Gnetum leptostachyum
- Gnetum loerzingii
- Gnetum luofuense
- Gnetum macrostachyum
- Gnetum microcarpum
- Gnetum montanum
- Gnetum neglectum
- Gnetum oxycarpum
- Gnetum parvifolium
- Gnetum pendulum
- Gnetum ridleyi
- Gnetum tenuifolium
- Gnetum ula